# Ускоренная помощь
«Ускоренная помощь» (сокращённо УП или У. П.) — российско-белорусский пародийно-сатирический комедийный телесериал, пародирующий американский сериал «Скорая помощь» (1994—2009). Сценарий сериала написан участниками команды КВН БГУ. Сериал выходил с 1999 по 2001 года и всего вышло 2 блока по 12 и 24 серий соответственно. В России первый премьерный показ состоялся 27 сентября 1999 года в 19:29 на телеканале «ОРТ». Хотя действие сериала происходит в России, большая часть съёмок проводилась в Белоруссии, поэтому большая часть актёров сериала являлись белорусами.
Хотя сериал в целом был популярен, но он не имел постоянного времени выхода в эфир.
Сериал не выходил на DVD и был издан только на VHS в 2001 году компанией «ОРТ-видео».

## Сюжет
Сериал не имеет деления на сезоны и делится на блоки:

### Ускоренная помощь (1999)
Осенью 1999 года в Нью-Йорке умирает один из богатейших людей США Джон Баровски. Своё состояние в 100 миллионов американских долларов он завещает одной «рядовой» российской больнице № 47, в которой когда-то родился. Однако завещание вступит в силу только при одном условии: больница-наследник должна будет соответствовать стандартам здравоохранения США. Опекунский совет, который был создан для контроля исполнения последней воли Баровски, назначил 30 требований этого соответствия, которые ежедневно будут передаваться по факсу по одному в день. На выполнение одного требования отводится 24 часа. Только если все требования будут выполнены, больница получит деньги, а весь её медперсонал будет получать зарплату по расценкам США.
Для главных героев — главврача Клунина (Игорь Фильченков), докторов Попова (Олег Акулич), Румянцевой (Елена Внукова) и Бранкевича (Сергей Новицкий) и старшей медсестры Раи (Эвелина Сакуро), — требования зачастую становятся настоящими испытаниями, так как на пути у них встаёт «суровая российская действительность 90-х» со многими вытекающими последствиями (и покупкой факса для передачи условий), что постоянно приводит к комичным ситуациям. Из 30 требований сериал показывает только 12 (по числу эпизодов, так как действие одного эпизода занимает только один день). Сквозная второстепенная сюжетная линия рассказывает о непростых отношениях Попова и Румянцевой: они любят друг друга, но Попов женат и по различным причинам ему никак не удаётся развестись с женой, от которой он несколько раз уходит, но в самый последний момент они мирятся. Но в конечном итоге Попов и Румянцева всё же женятся.
В канун нового 2000 года неожиданно объявляется Баровски, который и не умирал, потому что хотел лично убедиться в том, что больница № 47 заслужено получит его наследство, но в аэропорту у него случился сердечный приступ, и его привозят в эту больницу. Перед героями, которые лично пытаются реанимировать Баровски, встаёт дилемма: их обманули только насчёт смерти Баровски, но завещание действительно существует. А с учётом того, что все его требования к тому моменту уже выполнены, они всё равно получат наследство в случае его смерти. Перед командой встаёт вопрос: спасать Баровски или нет? Их врачебный долг заставляет их выбрать первое. В благодарность Баровски выдаёт им сертификат на стажировку в США для одного человека и им становится Бранкевич. В разгар веселья (это самый финал первого блока) в больницу по факсу неожиданно приходит новое сообщение: в Японии оглашено завещание одного из её самых богатых жителей Судзуки Варовато, которые завещал своё состояние в 100 миллиардов японских иен российской больнице, в которой он родился.

### Ускоренная помощь-2 (2000—2001)
Проходит год. Больница, очевидно (хотя сюжет не подтверждает этого), получает деньги Баровски и делает на них ремонт, в то время как о судьбе завещания Варовато из Японии не поступает никаких указаний. Бранкевич возвращается из США со стажировки и по пути случайно находит объявление о том, что Национальный Комитет по Нобелевским Премиям проводит конкурс на соискание лауреата Нобелевской Премии в области медицины среди различных больниц мира. Бранкевич в пути пытается дозвониться до своих коллег, но все они по различным причинам не могут ему ответить, и тогда он сам подаёт заявку в Нобелевский Комитет, подделав подпись Клунина и позаимствовав печать с сайта их больницы.
Когда остальные узнают об этом, то в восторг они не приходят, так как по условиям отбора каждая клиника-кандидат должна на протяжении года ежедневно отправлять в Комитет отчёт различных достижениях в области практической медицины, что врачам 47-й больницы кажется не по силам. Но тут появляется наконец представитель покойного Варовато и объявляет, что по завещанию больница получает состояние покойного не в виде денег, а в виде нового медицинского оборудования. После этого герои соглашаются, что их шансы на получение Нобелевской Премии заметно возросли. Теперь перед ними стоят уже не экономические трудности, а самые обычные (хотя иногда и очень опасные) болезни, которые им зачастую из-за сложившихся обстоятельств приходится решать самыми заковыристыми (но от этого не менее эффективными) методами, о которых они потом в виде ежедневных отчётов на протяжении года оповещают Нобелевский Комитет.
Попутно развиваются и личные отношения героев. Клунин переживает два удара судьбы. Во-первых, он выясняет, что Наташа состоит с ним в браке только из корыстных побуждений, надеясь присвоить себе деньги от Нобелевской премии, и в итоге выгоняет её из клиники. Во-вторых, он встречает свою бывшую однокурсницу и мать-одиночку Валентину, заподозрив, что является биологическим отцом её сына. Люда на годовщину свадьбы с Поповым попадает в аварию и теряет память. Бранкевич влюбляется в молодую практикантку Машу. Рая же пытается построить личную жизнь. По мере приближения решающего дня число номинантов в списке кандидатов становится всё меньше, что не может не привести к шпионажу. Клиника Святого Патрика из Чикаго делает несколько попыток нарушить работу 47-й больницы — сначала она подсылает санэпидемстанцию, позднее пытается переманить Людмилу на работу за границу, чтобы деморализовать Попова и выведать от неё все секреты их разработок; наконец, тайно устанавливает на компьютер Клунина специальный вирус, из-за которого все их отчёты сначала идут к американцам и только потом в Комитет (а пока это выясняется, внутри коллектива растёт неприязнь, так как все подозревают друг друга в сливании информации). Несмотря ни на что, 47-я больница всё же доходит до финала, лидируя в рейтинге. Вторым кандидатом остаётся всё та же Клиника Святого Патрика, но именно американцам в финальный день достаётся Нобелевская Премия.
Персонал 47-й больницы убит горем, однако вскоре обстановка радикально меняется: как только общественности становятся известны результаты Комитета, в 47-ю больницу со всего мира начинают поступать крупные денежные пожертвования. Их общая сумма в конечном итоге составляет 500 миллионов долларов, что многократно превышает размер Нобелевской Премии (в 2001 году её размер был приблизительно 0,9 миллионов). Перед героями опять встаёт дилемма: как распорядится таким неожиданным богатством? Посовещавшись, они на конференции ИТАР-ТАСС объявляют, что решили на эти деньги основать Международный Фонд Развития Медицины, который ежегодно будет выплачивать добившимся успехов мирового значения рядовым клиникам учреждённую ими самими же премию имени деда доктора Бранкевича (врача в четвёртом поколении) в размере 10 миллионов долларов. Сериал заканчивается кадрами проводящейся спустя два года торжественной церемонии вручения этой премии врачам из клиники КНР.

## Персонажи

### Главные герои
- Эдуард Валентинович Клунин (Игорь Фильченков) — главврач 47-й больницы (возраст во втором блоке — 38 лет). Он на равных общается с его подчинёнными и всегда ценит их работу, хотя иногда не воспринимает их задумки всерьёз, но извиняется перед ними, если эти задумки дают нужные эффекты. В то же время он очень пунктуален и, чтобы сохранять авторитет, иногда идёт на крайние меры. Например, когда из Штатов для получение наследства Баровски приходит указания, что главврач должен проявлять решительность в кадровом вопросе, то без колебаний увольняет Попова при первой же возможности (но позже восстанавливает его в должности). В первом блоке он попадает под очарование жены Попова Наташи, что в конечном итоге играет на руку Попову и Румянцевой, так как Наташа решает наконец развестись с мужем. На новый 2000-й год они решают пожениться. Тем не менее счастье Клунина оказывается недолгим — когда клиника вступает в борьбу за Нобелевскую Премию, то выясняется, что Наташа уже давно не любит Клунина (подразумевается, что она его вообще не любила, и вся её «любовь» к нему была устроена лишь для того, чтобы вызвать зависть у Попова) и он интересует её только из-за Нобелевской Премии. Клунин тяжело переживает разрыв с ней, что приводит к нервному срыву на какое-то время, но очень скоро в его жизни происходят перемены: в больницу доставляют пациентку, в которой он узнаёт свою бывшую однокурсницу Валентину (Наталья Волчек), которая теперь мать-одиночка с сыном Павлом. Узнав возраст Павла, Клунин понимает, что Павел — его биологический сын, и пытается познакомиться с ним. Несмотря на то, что Павел изначально не очень рад Клунину и отказывается признавать его отцом, Клунину удаётся заполучить кровь Павла на анализ ДНК и, несмотря на интригу со стороны Наташи и подлог результатов теста, сказать Павлу правильные слова, после которых они наконец воссоединяются в тёплых отношениях. Его фамилия Клунин является отсылкой к актёру Джорджу Клуни, который сыграл Дагласа Росса в «Скорая помощь», но их образы во многом разнятся — в отличие от любвеобильного Росса, Клунин на первое место ставит работу и в начале сериала представляет собой закоренелого холостяка, в чём его иногда упрекают коллеги. Когда Рая становится жертвой розыгрыша, устроенного Поповым и Румянцевой (они проделывают фокус с одной компьютерной программой, которая распечатывает Рае портрет её якобы будущего мужа и это портрет Клунина), то Клунин честно признаётся ей, что не любит её, и Рая (хотя она отвечает ему, что тоже не любит его, но мотивирует свои действия тем, что это «предсказание компьютера») замечает, что он чёрствый и рассматривает человеческое сердце только, как анатомический орган. В первом блоке зачастую повторяет рекомендацию «Сделайте компьютерную томограмму головы».
- Анатолий Михайлович Попов (Олег Акулич) — весьма мягкотелый человек, у которого только в экстремальных ситуациях просыпается решительность. В первом блоке ему 36 лет, стаж работы врачом — 15 лет. В детстве мечтал стать кондуктором в трамвае; в медицинском университете как минимум один раз заваливал экзамен. Когда Клунин, потрясённый предательством Наташи, сильно заболевает, Попов временно занимает пост главврача. Он искренне любит Людмилу и её дочь Дашу, но не может решиться на развод с Наташей, хотя в конечном итоге все обстоятельства складываются в его пользу и он женится на Людмиле. Когда Людмила, выйдя из комы, не может вспомнить своей любви к нему, Попов изначально теряется, но потом начинает прилагать все усилия, чтобы она его вспомнила. Когда та устраивает суд для развода с ним, то Анатолий приходит на него без всякой надежды, но неожиданно получает поддержку от Даши, и этот жест в конечном итоге возвращает память Людмиле. Как врач, Попов всегда стремится к тому, чтобы успокоить пациента и старается применять к нему самые менее болезненные методы. Когда герои решают, как будут распоряжаться Нобелевской Премией, Анатолий мечтает купить машину и на ней вместе с Людмилой уехать в свадебное путешествие в Ялту (когда же они в финале получают пожертвования, Александр решает на эти деньги решает вместо Ялты вместе с Людмилой полететь в космос), а заодно завести второго ребёнка, что и происходит в финальном эпилоге, где на вручении премии показано, что у них с Людмилой, помимо Даши, есть теперь сын. На протяжении всего сериала Анатолий в моменты сильного волнения произносит фразу «Полный анамнез!»
- Людмила Петровна Румянцева (во втором блоке — Попова) (Елена Внукова) — любовное увлечение Попова. Имеет дочь Дашу (сюжет не раскрывает, от кого). Когда Анатолий не может сначала развестись с женой, то Людмила всячески пытается его подтолкнуть к этому и даже грозится разойтись с ним из-за его нерешительности (при этом, сама она, подталкивая Анатолия, часто попадает из-за этого в дурацкие ситуации). Во втором блоке она выходит наконец за Анатолия замуж и берёт его фамилию, но на годовщину свадьбы попадает в автокатастрофу, из-за которой впадает в кому, а выйдя из неё, не может вспомнить ничего об их романе, и Анатолий для неё теперь фактически чужой человек. Она решает развестись с ним, так как ей предложили контракт на работу за границей (на самом деле контракт был уловкой конкурентов — Клиники Святого Патрика, которая таким образом попыталась деморализовать их в борьбе за Нобелевскую Премию), но на суде, после того, как её дочь Даша говорит судье, что хочет остаться с Анатолием, теряет сознание, а очнувшись, наконец вспоминает свою любовь к Анатолию. Когда герои решают, как будут распоряжаться Нобелевской Премией, Людмила говорит, что пошлёт Дашу учиться за границу. Когда же они в финале получают пожертвования, Людмила предлагает купить на эти деньги для больницы кучу одноразовых шприцев. В финальном эпилоге у неё с Анатолием есть сын.
- Александр Александрович Бранкевич  (Сергей Новицкий) — самый молодой из главных героев (коллеги зачастую зовут его Сашик). Родился в декабре (согласно хронологии 1-го блока). Очень предан своей профессии, так как, как он сам говорит, является врачом в четвёртом поколении (его отец Александр Кузьмич, дед Кузьма Платонович и неназванный, судя по всему, прадед были докторами). Между тем его мать (Татьяна Жданова) была против профессии Александра, хотя сама она тоже бывший доктор, но позже, глядя на старания сына реанимировать пациентов самыми нестандартными методами, поменяла своё мнение. Когда герои получают от Баровски путёвку на одного человека на стажировку в США на новый 2000-й год, они решают выбрать Александра, и тот в течение года стажируется в Центральной Детской Клинике Чикаго[англ.]. В первом блоке кратко упоминается, что Александр проходит в 47-й больнице только стажировку (в дальнейшем эта деталь не учитывается). Во втором блоке именно Александр решает подать заявку на соревнование за Нобелевскую Премию: он же, пользуясь американским опытом, неоднократно помогает коллегам, рассказывая о схожих в его практике случаях во время стажировки в США. Попутно он влюбляется в молодую практикантку Машу. Когда герои решают, как будут распоряжаться Нобелевской Премией, Александр вспоминает о том, что его отец и дед не получили никакого признания, как врачи (дед во время войны прооперировал кучу раненных, но не получил никакой медали, а отец, проработав в НИИ и написав кучу трудов, не удостоился даже грамоты), и поэтому он хочет получить премию только для того, чтобы прославить наконец фамилию Бранкевичей. Когда 47-я больница сообща пытается пережить поражение за Нобелевскую Премию, Александр забирается на крышу больницы (чем сильно пугает Машу и всех коллег) и разворачивает там российский флаг. Когда же они получают пожертвования, Александр предлагает поделить эти деньги между всеми врачами России. В финальном эпилоге, где Александр объявляет победителей премии имени Кузьмы Платоновича Бранкевича, показано, что у них с Машей есть ребёнок.
- Раиса Муфтиевна (Эвелина Сакуро) — медсестра (судя по сюжету, старшая, так как она зачастую принимает телефонные вызовы). Единственный персонаж, у которого не называется фамилия. Возраст в первом блоке — 34 года. Рая выросла в детдоме (сюжет не раскрывает, росла ли она там с рождения или с какого-то возраста) и своё отчество Муфтиевна она получила, когда в детстве перед ней раскрыли словарь и она ткнула в первое попавшееся слово, не умея даже читать (очевидно, это было слово «муфтий»). Рая — очень уверенная в себе женщина и, как и её коллеги, она редко теряется в экстремальных ситуациях. Один раз она сумела оказать всю необходимую первую помощь клиентке парикмахерской, которую ударило током от сушилки волос. В другой ситуации Рая сумела нейтрализовать взявшего её в заложники в магазине грабителя (правда, грабитель оказался начальником охраны, проводившим учения для охранников), применив к нему навыки физической самообороны. Почти на протяжении обеих блоков Рая пытается с грехом пополам построить личную жизнь. Её первым серьёзным романом в сериале является переписка с афроамериканцем из Чикаго Намибом (Кейта Набимоиз), который, увидев Раю вживую, сначала отвергает её (она в своё время вместо её настоящего фото послала ему фото Людмилы, при этом сама не зная, что Намиб негр), но потом у них начинается некое подобие романа, и на новый 2000-й год Рая решает уехать с Намибом в Штаты. Оттуда она возвращается спустя год одна, правда, сильно похорошевшая и отдохнувшая, и, судя по её рассказам, помимо Намиба у неё там было немало романов. Вторым её романом был сантехник Кеша (Александр Полозков), с которым она рассталась по необъяснённым причинам. Ближе к финалу она гуляет с санитаром Фёдором в Парке Горького и там знакомится с сиротой Лизой Приходкиной (Катя Кудян), которая не разговаривает после гибели родителей. Рая с теплотой тянется к девочке, видя, какая у той строгая воспитательница, и позже решает удочерить Лизу (сама Лиза к тому моменту начинает уже говорить). Когда герои решают, как будут распоряжаться Нобелевской Премией, Раиса выражает надежду, что статус незамужнего нобелевского лауреата наконец позволит ей выйти замуж. Когда же они в финале получают пожертвования, Рая оказывается единственным человеком, который высказывает не собственное желание, а напоминает всем о желании Александра прославить фамилию Бранкевич (фактически она и подаёт идею об учреждении премии имени деда Александра). В финальном эпилоге на вручении премии имени Бранкевича Рая сидит вместе с Фёдором и Лизой.
- Мария Николаевна Соколова (Ольга Фадеева) — молодая студентка-практикантка, появляется во втором блоке. Она единственная с её курса, кто соглашается пройти практику в 47-й больнице (её однокурсники, напуганные предложенными Поповым условиями прохождения практики, сбегают). Со слов её отца Николая Дорофеевича (Вячеслав Грушов), Маша пошла в медицину назло ему, так как он был против её выбора и хотел, чтобы она училась в МГИМО. Поскольку отец сам был по профессии ректором и мог добиться того, что Машу могли отчислить из медицинского, Клунин и остальные мигом приняли решение оформить к ним Машу медсестрой на полставки, и после этого Маша присоединяется к главным героям в соревновании за Нобелевскую Премию. Мария становится любовным увлечением Бранкевича, который часто опекал её и оказывал необходимую поддержку. Маша играет решающую роль в сюжетной линии воссоединения Клунина с его сыном Павлом, поскольку именно она проводит оба теста на отцовство (первый оказывается фальшивым, потому что анализ ДНК подменила Наташа; второй же наконец расставляет всё по местам). Маша является самым серьёзным персонажем сериала. В финальном эпилоге на вручении премии имени Бранкевича показано, что у неё с Александром есть ребёнок. (Несмотря на то, что Маша, влившись в команду главных героев, наряду с остальными после этого присутствует на летучках Клунина (где они по Интернету смотрят, сколько осталось номинантов), имя Ольги Фадеевой не появляется во вступительной заставке).

### Врачи
- Вторая бригада (Олег Гарбуз, Геннадий Фомин, Игорь Подливальчев, Джемал Тетруашвили, Александр Бранкевич, Анатолий Кот, Дмитрий Пустильник) — бригада медбратьев, доставляющих пациентов в больницу и от них же главные герои узнают первые сведения о поступивших. Иногда они ассистируют Клунину и его подчинённым в их различных операциях, требующих как хирургического вмешательства, так и психологического воздействия. Их имена в сериале почти не звучат, за исключением четверых:
  - Фёдор Дормидонтович Петров (Александр Бранкевич) — единственный медбрат из Второй Бригады, который имеет большую сюжетную линию. Изначально он не был медбратом и работал в частной фирме, которая изготавливала печати для различных госучреждений (в том числе и президентские печати). Однажды, когда он ехал на работу, при выходе из транспорта толпа отнесла его к ограждению и он сильно ударился лбом, из-за чего через некоторое время потерял сознание и опоздал на работу. Его начальница пригрозила ему увольнением в случае ещё одного аналогичного пропуска, но через некоторое время ситуация аналогично повторяется и Фёдор оказывается в 47-й больнице, где просит доктора Попова сделать ему настоящее хирургическое вмешательство, так как начальница не поверит только одной больничной справке. Тем не менее, вскоре он всё же оказывается на операционном столе, так как у него чуть не случается настоящий перитонит, который Фёдор настойчиво принимает за аппендицит. Однако вскоре Фёдора всё равно увольняют из фирмы и он устраивается работать санитаром в 47-ю больницу, мотивируя свои действия тем, что у него «нет никого роднее них». Ближе к финалу Фёдор, по необъяснимой причине, начинает носить вместо пижамы медбрата врачебный халат (сюжет не даёт никаких объяснений). В финале сериала он гуляет в парке отдыха с Раей и впечатляется её отношением к сироте Лизе Приходкиной и историей о её детдомовском детстве, что окончательно даёт начало их роману. Когда в больницу, после поражения за Нобелевскую Премию, поступают пожертвования, Фёдор ведёт их подсчёт. В эпилоге на вручении премии имени Бранкевича Фёдор сидит вместе с Раей и Лизой, что намекает на то, что они женаты и Лиза удочерена Фёдором. У Фёдора на костяшках правой руки есть наколка «Шура», вероятно, со времён службы в армии, где Фёдор служил в морфлоте (правда, только хлеборезом на корабельных кухнях).
  - Георгий Иванович Тетруашвили (Джемал Тетруашвили) — единственный медбрат, у которого в сериале звучит полное имя (правда, персонажи всегда зовут его уменьшительным Жора). Его биография мало раскрывается, за исключением двух деталей: в одной серии, когда ему предлагают ввязываться в опасную работу, он говорит, что у него жена и двое детей; в другой серии, когда у них неожиданно умирает пациент (а из США приходит новое условие завещания Баровски, по которому 47-я больница должна снизить процент смертности среди пациентов), то Жора предлагает воскресить его весьма нетрадиционным методом: он зовёт знакомую проститутку, которая, по его словам, «даже мёртвого поднимет». Негласно среди медбратьев Второй Бригады Жора изображается как самый физически сильный: когда в одной из серий в больнице отключают свет, а героям срочно нужно отправить по компьютеры результаты в Нобелевский Комитет, Жора начинает крутить педали на велотренажёре, чтобы выработать энергию для питания компьютера. Заметно Жора проявляет себя ближе к финалу сериала, когда основной состав врачей находится по вызову за пределами больницы, а в саму больницу приходят журналисты, чтобы взять интервью (поскольку 47-я больница в тот момент проходит в финальную двойку лауреатов Нобелевской Премии), и один радиожурналист берёт интервью у Жоры. Однако Жора, взахлёб перечисляя достижения больницы, начинает нести такой бред, что главные герои, случайно услышавшие Жору по радио в прямом эфире, срочно несутся обратно в больницу, чтобы не дать Жоре окончательно их опозорить. В финальном эпилоге Жора и остальные медбратья Второй Бригады присутствуют на вручении премии имени Бранкевича.
  - Гена (Анатолий Кот) — медбрат Второй Бригады, чьё имя коротко упомянуто в одной из серий 2-го блока. Постоянно носит очки. В одной из серий он говорит, что у него есть собака и четверо щенков. Ответственно относится к любой работе: в одной из серий, когда в больнице была объявлена эпидемия, он отправился в НИИ с осколком от древнеегипетской вазы, на котором содержался рецепт антидота от вируса, вызвавшего эпидемию (хотя охрана его не выпустила). В финальном эпилоге Гена и остальные медбратья Второй Бригады присутствуют на вручении премии имени Бранкевича.
  - Алик (Олег Гарбуз) — последний медбрат Второй Бригады, чьё имя кратко упомянуто на протяжении сериала. В одном из эпизодов упоминает, что женат. Конкретно себя никак не проявляет, за исключением одного эпизода, где он гуляет с Раей и Фёдором в Парке Горького и, шутки ради, говорит, что когда у них родится ребёнок, то они должны назвать его в его честь. В финальном эпилоге Алик и остальные медбратья Второй Бригады присутствуют на вручении премии имени Бранкевича.
- Феликс (Леонид Клунный) — медбрат-санитар, мужчина крупных габаритов, который особо никак не проявляет себя в сюжете сериала, но запоминается тем, что в кадре он почти всегда появляется, держа в руках судно, тазы, папки или лотки, и на пути героев, когда они куда-нибудь спешат. Очевидно, окончил музыкальную школу: в 1-м сезоне поёт в нескольких эпизодах, а во 2-м сезоне играет на японском сямисэне мелодии популярных песен (3-я и 6-я серии). В финальном эпилоге он присутствует на вручении премии имени Бранкевича.
- Тётя Маша (Тамара Миронова) — санитарка-уборщица. Близко общается с Раей, но в остальном на протяжении сериала она себя редко проявляет в сюжете. В третьей серии второго сезона рассказывает, что у неё четверо детей. В финальном эпилоге она тоже присутствует на вручении премии имени Бранкевича.
- Верочка (Наталья Локить) — молодая докторша, которая тоже особо никак не проявляет себя в сюжете сериала, но запоминается тем, что всегда носит очки. Появляется только в первом блоке.

### Другие сквозные персонажи
- Павел (Роман Подоляко) — сын Клунина от его однокурсницы Валентины. Дата рождения — 6 июля. Сериал не раскрывает причин, почему Валентина не рассказывала Клунину, что беременна от него. Самому Павлу она сообщила стандартную для детей из неполных семей версию: его «отец» — лётчик-испытатель. Когда Клунин первый раз видит Павла тот предстаёт перед ним обычным бесшабашным 14-летним подростком, который, придя в больницу навестить мать, раскатывает по коридорам на скейтборде и часто падает, но в то же время он показывает себя заботливым и любящим сыном. Видя, как они похожи внешне, Клунин начинает обо всём догадываться, но Валентина просит его не рассказывать Павлу правду, ссылаясь на непредсказуемость реакции сына. Тем не менее, Павел всё-таки всё узнаёт (эта часть сюжета остаётся за кадром) и отнюдь не испытывает радость от встречи с Клуниным. Тогда Клунин, раздобыв кровь Павла (когда Павел высказывает Клунину всё, что думает о нём, у него от перенапряжения случается носовое кровотечение и Клунин даёт ему платок), решает сделать тест на отцовство. Из-за интрижки Наташи, которая подменяет ДНК крови, Клунин получает неправильные результаты и, чтобы Павел не мучился, отдаёт их ему. Но Павел, увидев результаты, обнаруживает, что, согласно им, у него в крови найдены последствия Гепатита A, которым он никогда не болел. Тайком придя в кабинет, где проводился тест, он случайно натыкается там на Машу, которая сначала пугается и отказывается верить Павлу, но потом всё же замечает его схожесть с Клуниным. Они решают провести повторный тест, но, пока он делается, их вместе замечает Бранкевич и умудряется приревновать Павла к Маше. Он вызывает Павла на своеобразную «дуэль» в виде состязания сумоистов (не раскрывается, является ли это аллегорией в глазах кого-то из них или всё происходит на самом деле). В разгар этого появляется Клунин (который успел получить результаты правильного теста) и они с Павлом наконец воссоединяются, как отец и сын. Позже, когда Клиника Святого Патрика размышляет о том, что можно использовать в качестве устранения конкуренции, показываются фотографии, где Клунин и Павел совершают утреннюю пробежку. В финальном эпилоге Павел не присутствует на церемонии.
- Наталья Сидорчук/Попова/Клунина (Оксана Лесная) — супруга Попова. В первом блоке Попов безуспешно пытается уйти от неё к Люде, но в конце сезона Наталья сама уходит к Клунину. В последней серии 1-го сезона Наталья объявляет о свадьбе с Клуниным, а Попов о свадьбе с Людмилой. Во втором сезоне Наталья устраивается работать в клинику медсестрой, узнав о борьбе клиники за Нобелевскую премию, однако совершенно случайно Рая подслушивает телефонный разговор Натальи и узнаёт, что та готовится забрать себе все деньги от Нобелевской премии. Рая при помощи больного-телефониста перенастраивает аппарат таким образом, что разговоры можно прослушивать в ординаторской. У Клунина случается сердечный приступ, когда он узнаёт всю правду. В его отсутствие Попов, назначенный главврачом, увольняет Наталью, но та и после увольнения продолжает делать гадости Клунину из мести. После сорвавшейся интрижки с результатами ДНКа Павла Наталья пропадает из сюжета и больше не появляется.
- Даша (Даша Перуновская) — дочь Людмилы от первого брака. Появляется впервые в 12-й серии, когда приглашает сверстников на новогоднюю вечеринку. Именно Даша становится решающим катализатором, когда Людмила решает развестись с Поповым, потому что из-за амнезии ничего помнит об их романе. Когда судья спрашивает девочку, с кем она хочет остаться, Даша говорит, что хочет остаться с Поповым, из-за чего Людмила испытывает такое шоковое потрясение, что теряет сознание, а когда приходит в себя, то вспоминает свою любовь к Анатолию.
- Иван Иванович Иванов (Геннадий Готовчиц) — больной со сложным переломом ноги (как позднее выясняется — фиктивным), который появляется почти во всех сериях и ходит всегда с костылём. Он называется по имени только в самом конце сериала, во время расследования по «сливу» информации Клинике Святого Патрика. По информации ЦРУ, он якобы был майором медицинской службы и погиб в 1990 году в Намибии во время некоей секретной операции. Сам он представляется как «полковник специального 4-го Управления», которое следит за деятельностью 47-й больницы с момента начала её борьбы за Нобелевскую премию. Он же и рассказывает Клунину, что тот необоснованно обвинял коллег по работе в диверсии, а виноват был в перехвате отчётов компьютерный вирус, установленный американцами. Он же убеждает Клунина помириться с коллегами и заодно отправить ответный вирус американцам.

## Культурные параллели
В сериале «Ускоренная помощь» может быть усмотрена пародия на американский сериал «Скорая помощь» и прочие американские фильмы и телесериалы. На сериал «Скорая помощь» присутствует множество недвусмысленных намёков, как то — само название сериала, сокращение У. П. (оригинальное название «Скорой помощи» — «ER» — сокращение от Emergency Room), фамилия главврача (Клунин, по аналогии с фамилией актёра Джорджа Клуни, исполнителя главной роли в «Скорой помощи») и типичное начало многих серий, когда в больницу доставляют очередного пострадавшего.
Огромное количество сюжетных ходов из советских и зарубежных фильмов и телесериалов было обыграно в «Ускоренной помощи»: среди них — «Бриллиантовая рука», «Иван Васильевич меняет профессию», «Москва слезам не верит», «Брат», «Брат-2», «Семнадцать мгновений весны», «Крёстный отец», «Криминальное чтиво», «Горец», «Девять с половиной недель», «Робокоп», «Профессионал», «Титаник», «Джентльмены удачи» и т. д.

## Список эпизодов

### Сезон 1
| № общий | № в сезоне | Название                       | Режиссёр          | Автор сценария | Дата премьеры    |
| --- | ---------- | ------------------------------ | ----------------- | -------------- | ---------------- |
| 1 | 1          | «Порядок и дисциплина»         | Ольга Перуновская | Неизвестно     | 27 сентября 1999 |
| Одно из первых условий завещания — поддерживать регулярный порядок и дисциплину. Сотрудники должны работать на пределе возможностей, в том числе и вторая бригада клиники. |            |                                |                   |                |                  |
| 2 | 2          | «Три тысячных процента»        | Ольга Перуновская | Неизвестно     | 4 октября 1999   |
| По нормам американского здравоохранения, смертность не должна превышать показатель в 0,003%. Для 47-й больницы это означает — не допускать никаких смертельных исходов, чего бы это ни стоило.                                                                                       |            |                                |                   |                |                  |
| 3 | 3          | «Человекопривоз»               | Ирина Васильева   | Неизвестно     | 11 октября 1999  |
| Больница должна обеспечивать регулярный приток пациентов, и вследствие этого врачебному персоналу нужно перевыполнять привычные для них нормы человекопривоза. |            |                                |                   |                |                  |
| 4 | 4          | «Ревизор»                      | Ирина Васильева   | Неизвестно     | 18 октября 1999  |
| По сообщениям из Чикаго, в больницу должен прибыть представитель Опекунского совета, чтобы убедиться, что требования в завещании выполняются. Однако никто не знает, как он выглядит и когда он приедет, вследствие чего каждого больного рассматривают как потенциального ревизора. |            |                                |                   |                |                  |
| 5 | 5          | «No Lovers»                    | Ольга Перуновская | Неизвестно     | 25 октября 1999  |
| В больнице объявляются вне закона любые служебные романы и личные отношения между медперсоналом и пациентами, что достаточно трудно выполнить и Попову, находящемуся на особом учёте, и Клунину, неравнодушному к некоторым пациенткам.                                              |            |                                |                   |                |                  |
| 6 | 6          | «Чистые руки»                  | Ирина Васильева   | Неизвестно     | 1 ноября 1999    |
| Врачи должны прекратить принимать любые подарки и взятки от больных, которые выздоровели. Однако самому Клунину нелегко, поскольку у него самого начинают вымогать деньги. |            |                                |                   |                |                  |
| 7 | 7          | «Реклама — двигатель медицины» | Игорь Четвериков  | Неизвестно     | 15 ноября 1999   |
| Директивой из США предписано провести широкомасштабную рекламную кампанию для больницы, чтобы повысить её рейтинг и популярность — через газеты, радио и телевидение. |            |                                |                   |                |                  |
| 8 | 8          | «Полная дезинфекция»           | Ольга Перуновская | Неизвестно     | 22 ноября 1999   |
| Для обеспечения идеального санитарно-гигенического состояния больницы необходима её полная дезинфекция. К делу подключается командир отряда ОМОН, который проходит курс лечения в больнице.                                                                                          |            |                                |                   |                |                  |
| 9 | 9          | «Идеальная репутация»          | Ирина Васильева   | Неизвестно     | 29 ноября 1999   |
| Репутация сотрудников больницы должна быть идеальной — это очередное требование из завещания миллионера. Медсестре Раисе получают собрать всю информацию о коллегах, и она прибегает к помощи одной из пациенток.                                                                    |            |                                |                   |                |                  |
| 10 | 10         | «Единодушное решение»          | Ольга Перуновская | Неизвестно     | 20 декабря 1999  |
| Согласие каждого врача клиники на работу в новых условиях — ещё один пункт завещания. Однако Бранкевич не согласен работать в новых условиях, и у сотрудников есть только сутки на переубеждение Бранкевича, даже стараниями больных.                                                |            |                                |                   |                |                  |
| 11 | 11         | «Кадры решают всё»             | Ирина Васильева   | Неизвестно     | 27 декабря 1999  |
| Руководство клиники должно проявлять решительность в кадровом вопросе и увольнять кого-то из сотрудников без колебаний. Под сокращение попадает доктор Попов, который не может с этим смириться: то же самое непонимание проявляют и другие работники.                               |            |                                |                   |                |                  |
| 12 | 12         | «Рождество»                    | Игорь Четвериков  | Неизвестно     | 4 января 2000    |
| Завершающий пункт завещания — встретить Рождество и Новый год по всем традициям США. Персонал больницы не подозревает, сколько сюрпризов их ждёт в эти праздничные мгновения. |            |                                |                   |                |                  |

### Сезон 2 (Ускоренная помощь-2)[2]
Несмотря на то, что официально все 24 серии относятся ко второму блоку, во время премьерной трансляции серии с 26-й по 36-ю официально рекламировались, как «Ускоренная помощь-3», хотя их вступительная заставка имела всё то же название с двойкой.
| № общий | № в сезоне | Название                      | Режиссёр          | Автор сценария | Дата премьеры    |
| --- | ---------- | ----------------------------- | ----------------- | -------------- | ---------------- |
| 13 | 1          | «Начало»                      | Ольга Перуновская | Неизвестно     | 2 октября 2000   |
| Александр Бранкевич, покидая США после стажировки, узнаёт об объявлении открытого конкурса на Нобелевскую премию по медицине и подаёт заявку. Неожиданно сложную задачу может помочь разрешить наследство японского миллионера Судзуки Варовато в виде медицинского оборудования. |            |                               |                   |                |                  |
| 14 | 2          | «Музыкотерапия»               | Ирина Васильева   | Неизвестно     | 9 октября 2000   |
| Из США возвращается отдохнувшая медсестра Раиса, которая присоединяется к борьбе за Нобелевскую премию. И больница получает первый шанс — им достаётся пациент, у которого после передозировки экстази продолжаются судороги, а сам он думает, что танцует под клубную музыку. Попытка вывести его из состояния может помочь врачам начать борьбу за премию.                                                               |            |                               |                   |                |                  |
| 15 | 3          | «Сила внушения»               | Игорь Четвериков  | Неизвестно     | 16 октября 2000  |
| Фокусник во время «распиливания» добровольца потерял сознание, а сам «распиленный» ещё не собран и считает, что его реально распилили на две части. Переутомившийся актёр, игравший в спектакле о Гражданской войне, не может никак выйти из роли белогвардейца. Врачи должны перебороть то, что себе внушили эти двое, и вернуть им сознание.                                                                             |            |                               |                   |                |                  |
| 16 | 4          | «Истина где-то рядом»         | Ольга Перуновская | Неизвестно     | 23 октября 2000  |
| Один из пациентов утверждает, что его якобы похитили инопланетяне: врачи же полагают, что это ему привиделось в состоянии алкогольного опьянения, но это надо доказать. Другой пациент якобы прыгнул на 12 метров, побив все возможные рекорды, но и это надо доказать с использованием всей имеющейся медицинской техники.                                                                                                |            |                               |                   |                |                  |
| 17 | 5          | «География любви»             | Ирина Васильева   | Неизвестно     | 30 октября 2000  |
| Англичанин, влюбившийся в русскую девушку, не может привыкнуть к русскому образу жизни и чуть не разбивает себе голову в кровь. Девушка, которая не хочет уезжать в Англию, просит «сделать из него русского человека», и врачи берутся за «коррекцию менталитета». Попутно один из пациентов, страдающий от обжорства и острых болей в желудке, сжирает целый медицинский зонд.                                           |            |                               |                   |                |                  |
| 18 | 6          | «Кровные узы»                 | Игорь Четвериков  | Неизвестно     | 13 ноября 2000   |
| Женщина с хутора пережила инсульт: вся её кровь буквально намагничена из-за того, что её хутор стоит на месторождении руды. А стоматолог, которого она посещала, вставил ей стальные зубы. Попутно сбредившего телефониста, которому везде мерещатся лифты, пытается использовать Раиса во благо клиники, так как Наташа, по её мнению, пытается «прикарманить» себе ещё не полученную Нобелевскую премию.                 |            |                               |                   |                |                  |
| 19 | 7          | «Лики любви»                  | Ольга Перуновская | Неизвестно     | 20 ноября 2000   |
| Жена довела мужа до попытки суицида, поскольку влюбилась в ведущего «Поля чудес» Леонида Якубовича. Муж, исполосовавший себе ножом лицо от ревности, просит врачей сделать ему пластическую операцию и лицо Якубовича, только чтобы сохранить брак. Вторая бригада пытается раскодировать от пьянства старика, так как его дочь выходит замуж за грузина, а старик боится оскорбить зятя своим нежеланием пить на свадьбе. |            |                               |                   |                |                  |
| 20 | 8          | «Недопустимая операция»       | Ирина Васильева   | Неизвестно     | 27 ноября 2000   |
| Геймер застрял в компьютерной игре, и доктор Попов отправляется в виртуальное пространство — нужно победить пациента в игре, чтобы вернуть его в реальный мир. Ещё один уникальный случай — натуралист, который якобы понимает язык животных и которому везде мерещатся их звуки. Наталью увольняют из больницы, но она продолжает пакостить персоналу, выманивая на встречу Бранкевича.                                   |            |                               |                   |                |                  |
| 21 | 9          | «Помоги себе сам»             | Неизвестно        | Неизвестно     | 4 декабря 2000   |
| Пациент был сбит машиной, переходя на красный свет: беда в том, что он дальтоник. Последствия операции по исправлению зрения таковы, что он теперь видит сквозь стены. |            |                               |                   |                |                  |
| 22 | 10         | «Клонирование»                | Ирина Васильева   | Неизвестно     | 10 декабря 2000  |
| Требование Нобелевского комитета — провести эксперимент по клонированию. Никто не может представить, чем обернётся опыт, если хотя бы попытаются клонировать доктора Клунина или Раису. В больнице же появляется практикантка Маша, к которой неравнодушен Александр Бранкевич. |            |                               |                   |                |                  |
| 23 | 11         | «Почечные колики»             | Сергей Арланов    | Неизвестно     | 18 декабря 2000  |
| На очередном утреннем совещании выясняется: именно отказ от клонирования позволил больнице продолжить борьбу за Нобелевскую премию. Доктор Клунин встречает в больнице свою давнюю подругу Валю, сын которой — Павел — очень уж похож на Клунина. А тем временем привозят человека с острыми почечными коликами, и камни в его почках увеличиваются в размерах с каждым часом.                                             |            |                               |                   |                |                  |
| 24 | 12         | «Эпидемия»                    | Ирина Васильева   | Неизвестно     | 30 декабря 2000  |
| В историческом музее двое посетителей разбивают вазу, и попавшее в воздух вещество приводит к массовой эпидемии — организм пострадавшего омолаживается в буквальном смысле, и тот начинает вести себя как ребёнок. Эпидемия распространяется по больнице, вводится карантин. Врачи вместе с экскурсоводом и военными пытаются остановить эпидемию и создать лекарство.                                                     |            |                               |                   |                |                  |
| 25 | 13         | «Миллениум»                   | Ольга Перуновская | Неизвестно     | 2 января 2001    |
| Врачи отмечают Новый год: Раиса со своим другом слесарем Иннокентием, Эдуард Валентинович приходит к Вале и Павлу, Анатолий и Людмила принимают гостей для дочки Даши, а Александр остаётся на ночное дежурство со Второй бригадой, скучая по Маше. |            |                               |                   |                |                  |
| 26 | 14         | «Дела сердечные»              | Ирина Васильева   | Неизвестно     | 29 сентября 2001 |
| В больницу попадает странный человек, который половину дня работает дирижёром, а другую половину — командиром отряда ОМОН. Выясняется, что у него два сердца с разным ритмом сердцебиения и раз в день его характер кардинально меняется. Врачам нужно синхронизировать работу сердец и заставить больного сделать правильный выбор профессии.                                                                             |            |                               |                   |                |                  |
| 27 | 15         | «Остаться должен только один» | Сергей Арланов    | Неизвестно     | 13 октября 2001  |
| У пациента, доставленного в больницу, на глазах у медперсонала затянулась большая колото-резаная рана. Бранкевич убеждён, что у него необычная регенерация в организме, но Раиса полагает, что перед ней — горец Дункан Маклауд во плоти, поскольку у него при себе настоящий меч, а его ответы на вопросы слишком двусмысленны. Кто прав?                                                                                 |            |                               |                   |                |                  |
| 28 | 16         | «А зоны здесь тихие»          | Ирина Васильева   | Неизвестно     | 20 октября 2001  |
| Из тюрьмы сбежал криминальный авторитет по кличке «Упырь», похожий как две капли воды на доктора Попова. Милиция принимает решение отправить на сутки Попова в тюрьму, заставив его выучиться говорить на «фене», вжиться в образ и не дать себя разоблачить, пока не будет пойман настоящий бандит. |            |                               |                   |                |                  |
| 29 | 17         | «Гены решают всё»             | Андрей Гребёнкин  | Неизвестно     | 6 ноября 2001    |
| Доктор Попов, проверяя анализы своего однофамильца-пациента, выясняет, что в одном и том же возрасте умерли от инфаркта дед и отец пациента, и скоро настанет тот момент времени, когда у пациента может случиться инфаркт. Попов в одиночку проводит исследования и готовится к операции. А Бранкевичу надо извлечь мундштук, застрявший в носоглотке другого пациента — от его храпа буквально рушится жилой дом.        |            |                               |                   |                |                  |
| 30 | 18         | «Опыт разморозки»             | Рената Грицкова   | Неизвестно     | 13 ноября 2001   |
| Людмила Попова попала в аварию и впала в кому, и Анатолий Попов ждёт её пробуждения. Тем временем медперсонал пытается разморозить человека, который застрял в морозилке 30 лет назад. Пострадавший активно реагирует на запахи, но после разморозки врачи следят за тем, чтобы больной не выбежал в большой мир и не пережил культурный шок.                                                                              |            |                               |                   |                |                  |
| 31 | 19         | «Медицинское чтиво»           | Сергей Арланов    | Неизвестно     | 20 ноября 2001   |
| Осталось 10 клиник в гонке за Нобелевскую премию. Конкуренты из США не могут смириться с тем, что российская больница бьёт их по всем фронтам. Подкупленная санэпидемстанция пытается закрыть клинику, фальсифицируя факты нарушения требований безопасности, а Анатолий пытается заставить Людмилу вспомнить всё и попутно ввязывается в схватку против бандитов.                                                         |            |                               |                   |                |                  |
| 32 | 20         | «Врачи слезам не верят»       | Андрей Гребёнкин  | Неизвестно     | 27 ноября 2001   |
| Людмилу пытаются переманить американцы для работы за рубежом, но Анатолий не может так просто сдаться. Медперсонал тем временем оперирует скептически настроенного анестезиолога, доктора Горбунова. |            |                               |                   |                |                  |
| 33 | 21         | «РобоМент»                    | Сергей Арланов    | Неизвестно     | 4 декабря 2001   |
| Пока Попов пытается предотвратить развод с супругой, врачи оперируют капитана милиции Рогова, которому прострелили голову бандиты, и превращают его в точную копию Робокопа. Рогову предстоит разобраться с бандой, которая его раскрыла. На суде Поповых присутствуют медбрат Фёдор, Раиса и дочка Даша. |            |                               |                   |                |                  |
| 34 | 22         | «Подозреваются все»           | Андрей Гребёнкин  | Неизвестно     | 11 декабря 2001  |
| Конкуренты из США не сдаются после всех своих неудач. Клунин узнаёт, что американцы отправляют в комитет точную копию отчёта 47-й больницы раньше, чем она сама, и подозревает в том, что кто-то предал больницу. Один из спятивших пациентов усугубляет подозрения Клунина, указывая чуть ли не на всех сразу. Так кто же виноват?                                                                                        |            |                               |                   |                |                  |
| 35 | 23         | «Парк русского периода»       | Сергей Арланов    | Неизвестно     | 18 декабря 2001  |
| Незадолго до дня объявления лауреата премии врачи решают взять выходной и отправляются в парк развлечений, но даже там они должны будут прийти на помощь тому, кому она требуется, будь то пожилая женщина или даже маленькая девочка. |            |                               |                   |                |                  |
| 36 | 24         | «Нобелевская премия»          | Ирина Васильева   | Неизвестно     | 25 декабря 2001  |
| К несчастью для 47-й больницы, голосование в Стокгольме завершается победой американцев. Однако многие люди в мире готовы поддержать материально 47-ю больницу: врачи думают, что сделать с поступившими пожертвованиями, коих оказалось даже больше, чем размер Нобелевской премии. |            |                               |                   |                |                  |

## Список участников[2]

### Режиссёры
- Александр Фёдорович (с 4 серии)
- Ольга Перуновская
- Игорь Четвериков
- Ирина Васильева

### Сценаристы
- Владимир Перцов
- Леонид Купридо
- Сергей Олехник
- Александр Тыкун
- Александр Булынко

### Актёры
- Оксана Лесная — Наталья Попова (во втором сезоне — Клунина)
- Игорь Подливайчев
- Александр Овчинников
- Геннадий Фокин
- Владимир Гидлевский
- Сергей Шульга
- Леонид Якубович
- Олег Корчиков — старик-жених
- Николай Кучиц
- Николай Рябычин
- Тамара Муженко
- Кирилл Стефанович
- Наталья Чемодурова
- Татьяна Жданова
- Виталий Редько
- Алексей Турович
- Пётр Юрченков-старший — белогвардеец

### Прочие
- Продюсеры: Сергей Шумаков, Андрей Остроух
- Исполнительный продюсер: Анатолий Волков
- Операторы: Фёдор Краснопёров, Александр Абадовский, Владимир Спорышков
- Художники: Виталий Трофимов, Наталья Навоенко, Алексей Белятко
- Композиторы: Игорь Сацевич, Олег Залетнев, Владимир Залетнев, Сергей Ковалёв